# Лазиська (Сілезьке воєводство)
Лазиська (пол. Łaziska) — село в Польщі, у гміні Ґодув Водзіславського повіту Сілезького воєводства.
Населення — 1686 осіб (2011).
У 1975-1998 роках село належало до Катовицького воєводства.

## Демографія
Демографічна структура станом на 31 березня 2011 року:
|          | Загалом | Допрацездатний вік | Працездатний вік | Постпрацездатний вік |
| -------- | ------- | ------------------ | ---------------- | -------------------- |
| Чоловіки | 800     | 131                | 561              | 108                  |
| Жінки    | 886     | 142                | 531              | 213                  |
| Разом    | 1686    | 273                | 1092             | 321                  |